# La República (publicació digital)
La República, conegut com a Directe fins al 2018, és un mitjà de comunicació digital català que va posar-se en marxa el 16 d'abril de 2007, sota la direcció de Joan Camp. El mitjà segueix una línia editorial a favor de la independència de Catalunya. En els seus inicis va ser desenvolupat i gestionat per l'empresa catalana Tirabol Produccions.
Un any més tard de la posada en marxa, el 16 d'abril de 2008, l'historiador Oriol Junqueras va prendre a Joan Camp el relleu en la direcció del mitjà digital, i l'associació Col·lectiu 2014, encapçalada pel polític Joan Puig, va prendre el relleu a l'empresa Tirabol Produccions. L'historiador Oriol Junqueras deixa la direcció del diari per centrar-se per les eleccions al Parlament Europeu, on s'hi presenta per Esquerra Republicana de Catalunya, i on en sortirà escollit com a eurodiputat el juny de 2009. Poc més tard, l'empresa Catmèdia Global, liderada per Joan Puig, pren el control total de la gestió del diari.
Segons un estudi realitzat el mes d'abril de 2012 per la Fundació CatDem i la Universitat Internacional de Catalunya (UIC) a partir d'enquestes dutes a terme a 99 diputats del Parlament de Catalunya, Directe apareix com el diari digital preferit pels diputats d'Esquerra Republicana de Catalunya (ERC). L'octubre de 2013 va tenir 251.435 navegadors únics, mentre que el setembre de 2015 en va rebre 760.160.